# Neotypus melanocephalus
Neotypus melanocephalus ist eine Schlupfwespe aus der Unterfamilie Ichneumoninae, die bei Ameisenbläulingen parasitiert. Die Art wurde von dem Entomologen Johann Friedrich Gmelin im Jahr 1790 als Ichneumon melanocephalus erstbeschrieben. Das aus dem Griechischen stammende Art-Epitheton melanocephalus bedeutet „schwarzköpfig“.

## Beschreibung
Die Art erreicht eine Körperlänge von 8 bis 11 Millimeter. Die Art ist auffallend gefärbt und dadurch von den meisten anderen Schlupfwespen-Arten unterscheidbar. Der Rumpfabschnitt ist beim Weibchen unter Einschluss des Propodeums rot, beim Männchen schwarz gefärbt. Der Kopf und der freie Hinterleib sind überwiegend schwarz mit weißen Zeichnungselementen gefärbt. Die Beine sind in unterschiedlichem Ausmaß rot und schwarz gezeichnet. Die Hüften der Männchen sind immer schwarz. Die Schenkel der Hinterbeine sind rot oder rot und schwarz gemustert, bei den Männchen teilweise schwarz. Die Segmente des freien Hinterleibs sind schwarz mit einem schmalen weißen Hinterrand der Tergite.
Wie die verwandten Arten und Gattungen besitzt Neotypus melanocephalus eine charakteristische Kopfform. Die Vorderseite bildet eine einheitlich gewölbte Fläche ohne Nähte, Erhebungen oder Eindrücke. Die Mandibeln sind kurz und breit, sie sind zweispitzig mit fast gleich langen Zähnen. In Ruhelage schließen sie nicht aneinander, sondern lassen zwischen sich eine breite Lücke frei. Die Antennengeißel ist für eine Schlupfwespe relativ kurz (aber etwas länger als bei den verwandten Arten) und nicht erweitert. Die Schläfen sind bei der Art direkt vom Hinterrand der Augen an verengt. Am Rumpfabschnitt ist das Propodeum sehr kurz, das Scutellum liegt gegenüber dem Postskutellum erhöht. In der Flügeladerung fällt wie bei vielen Schlupfwespen eine kleine, bei der Gattung fünfeckige Mittelzelle (Areola) auf. Der freie Hinterleib ist lang und schmal, mit einem langen Petiolus gestielt. Die Subgenitalplatte (das Hypopygium) der Weibchen ist schmal und verlängert, auch die Scheide des Legebohrers ist lang und schmal.

## Verbreitung
Wie ihre Wirte ist die Schlupfwespe in Mitteleuropa sehr selten. Am Niederrhein (Nordrhein-Westfalen), wo die Art von den Entomologen Arnold Foerster und Albert Ulbricht Ende des 19. Jahrhunderts viel gesammelt wurde, hat sie die meisten der ehemaligen Fundorte verloren und ist heute vom Aussterben bedroht. Aus Polen sind nur wenige Fundnachweise bekannt, alle im Süden des Landes, mit Verbreitungsschwerpunkt in Niederschlesien.
Das Verbreitungsgebiet der Art umfasst Westeuropa (Spanien, Frankreich), Mitteleuropa (Deutschland, Österreich, Ungarn, Rumänien, Polen), nördlich bis Schweden.

## Lebensweise
Sie parasitiert ausschließlich die beiden zur Familie der Bläulinge gehörenden Tagfalterarten Phengaris nausithous und Phengaris teleius. Die Raupen dieser Bläulingsarten leben zwischen Anfang Juli und Mitte September, in Mitteleuropa überwiegend im August, in den Blütenköpfen des Großen Wiesenknopfs (Sanguisorba officinalis). Die Schlupfwespe Neotypus melanocephalus versucht während dieser Zeit ihre Eier in die Wirtsraupen zu legen. Sie patrouilliert dazu gezielt um die Blütenköpfchen, um Wirtstiere ausfindig zu machen. Die parasitierten Schmetterlingsraupen entwickeln sich völlig normal und verlassen im Spätsommer die Blütenköpfe des Großen Wiesenknopfs, um in den Nestern von Ameisen zu überwintern und sich weiterzuentwickeln. Erst im Puppenstadium tötet die Schlupfwespenlarve ihren Wirt und schlüpft daraufhin selbst aus der Schmetterlingspuppe.

## Systematik
Die Art wurde von Johann Friedrich Gmelin, als Ichneumon melanocephalus, im Jahr 1790 beschrieben. Das Synonym Neotypus pusillus Gregor wurde durch einen Fehler im Artkatalog der Ichneumonidae der Welt zeitweise viel verwendet. Die Gattung Neotypus umfasst in Europa vier Arten. Sie gehört in den Tribus Listodromini Foerster, dessen recht kleine Arten ausnahmslos bei Bläulingen parasitieren.